# Presses Aventure
Presses Aventure est une maison d'édition québécoise crée en 1996 par Marc G. Alain. Elle est spécialisée dans le livre jeunesse et la bande dessinée. C'est une division du Groupe Modus.

## Historique
Depuis sa création en 1996, Presses Aventure est l'éditeur au Québec des bandes dessinées Garfield.
À partir de 2011, la maison d'édition est surtout connue pour avoir lancé la série BD L'Agent Jean !, crée par Alex A. En plus de séries dérivées comme L'Univers est un Ninja et Les Expériences de Mini-Jean, la licence a même été adaptée en dessin animé.
En 2018, Presses Aventure a obtenu les droits de Léon de Annie Groovie. De nouveaux albums et bandes dessinées sont nés de cette nouvelle collaboration.
Les livres Presses Aventure sont distribués au Québec et au Canada anglophone, ainsi qu'en France, Belgique et Suisse.